# Eyes Without a Face
"Eyes Without a Face" é uma canção do músico britânico Billy Idol, do seu segundo álbum de estúdio, Rebel Yell, de 1983. Chegou ao quarto lugar na Billboard Hot 100, tornando-se o primeiro top 10 de Idol nos Estados Unidos.
Em uma crítica em retrospeto para o site AllMusic, o jornalista Donald A. Guarisco elogiou a canção e escreveu: "a música contrasta ao tom sombrio da letra com uma melodia no estilo balada composta de versos ansiosos que lentamente criam emoção e um refrão silenciosamente violento que alivia a tensão emocional de uma forma catártica".

## Posição nas paradas musicais
| Parada (1984)                         | Melhor posição |
| ------------------------------------- | -------------- |
| Austrália (Kent Music Report)         | 12             |
| Bélgica (Ultratop 50 de Flandres)     | 15             |
| Canadá (RPM Top Singles)              | 6              |
| Europa (Eurochart Hot 100)            | 38             |
| França (SNEP)                         | 50             |
| Alemanha (Offizielle Deutsche Charts) | 10             |
| Irlanda (IRMA)                        | 13             |
| Itália (FIMI)                         | 14             |
| Países Baixos (Dutch Top 40)          | 24             |
| Países Baixos (Single Top 100)        | 13             |
| Nova Zelândia (Recorded Music NZ)     | 4              |
| Suíça (Schweizer Hitparade)           | 21             |
| Reino Unido (UK Singles Chart)        | 18             |
| Estados Unidos (Billboard Hot 100)    | 4              |
| Estados Unidos (Cash Box)             | 4              |

| Parada (1984)                      | Posição |
| ---------------------------------- | ------- |
| Austrália (Kent Music Report)      | 86      |
| Canadá (RPM Top Singles)           | 45      |
| Alemanha (Official German Charts)  | 60      |
| Itália (FIMI)                      | 82      |
| Estados Unidos (Billboard Hot 100) | 37      |
| Estados Unidos (Cash Box)          | 25      |

## Prêmios e indicações
| Ano  | Prêmio                 | Categoria             | Resultado | Ref.   |
| ---- | ---------------------- | --------------------- | --------- | ------ |
| 1984 | MTV Video Music Awards | Melhor Cinematografia | Indicado  | [ 25 ] |
| 1984 | MTV Video Music Awards | Melhor Edição         | Indicado  | [ 25 ] |